# Claës Norstedt
Claës Oskar Norstedt, född 1870 i Kiikala i Egentliga Finland i Finland, död 1952, var en finländsk industriman.
Claës Norstedt var son till Anders Norstedt (död 1896), som varit förvaltare på Notsjö glasbruk och som senare blivit huvudägare av Iittala, och Johanna Norstedt. 
Claës Norstedt började arbeta på Iittala glasbruk hösten 1895 som bokhållare. Han blev senare fabrikschef och efter faderns död våren 1996 vice verkställande direktör. Claës Norstedt hade anseende som finländsk glasindustris första professionella företagsledare.
På Norstedts initiativ blev Alfred Gustafsson Iittalas första anlitade formmakare. Denne skapade 1903 formarna till serien Stor man (Suurmies), en serie tumlare i pressglas, som var avsedd som en nationalistisk markering och en protest mot den ryska maktapparaten. 
Under första världskriget hade Iittala svår att anskaffa råmaterial, samtidigt som lönestegringar och inflation orsakade problem. År 1917 köptes IIttala av Karhula glasbruk, som ingick i Ahlström-koncernen. Claës Norstedt avgick från Iittalas styrelse i mars 1917. Han grundade därefter Köklax glasbruk i Esbo 1923, som köptes av Riihimäki glasbruk 1927.
Han var gift med Frithia Sofia Fagerström. Paret hade tre barn. 